# 난 레슬리
난 레슬리(Nan Leslie, 1926년 6월 4일 ~ 2000년 7월 30일)는 미국의 배우, 텔레비전 배우, 영화배우이다.

## 영화
- 페리 메이슨 (1957년)
- 용감한 린티 (1954년)
- 록키 존스, 스페이스 레인저 (1954년)
- 달려라 래시 (1954년)
- 론 레인저 - 49년 시리즈 (1949년)
- 해변의 여인 (1947년)
- 조지 화이트의 스캔달 (1945년)